# Diego Santa María
Diego Santa María fue un comediante español del siglo XVII.
En 1646 se hallaba en la compañía de Bartolomé Romero, trabajando en los escenarios de Castilla. El 15 de marzo de 1652, según datos de Pérez Pastor, firmó compromiso para actuar en una compañía de partes hasta las carnestolendas del siguiente año.
Cantaba bien y tocaba el arpa con rara habilidad. Se casó con Bernabé Eugenia. El 26 de marzo de 1653, se obligó, con Juan Vivas y otros repreentantes a interpretar, en Talavera de la Reina, los autos del Corpus, cobrando 600 ducados. En la compañía figuraba también su citada mujer. 